# Havana Wild Weekend
Havana Wild Weekend, llamado Fin de semana en La Habana en Hispanoamérica y Fin de semana loco en La Habana en España, es un episodio perteneciente a la vigesimoctava temporada de la serie animada Los Simpson, emitido originalmente el 13 de noviembre de 2016 en EE.UU. El episodio fue dirigido por Bob Anderson y escrito por Deb Lacusta, Dan Castellaneta y Peter Tilden.

## Sinopsis
Cuando el Castillo de Retiro y el hospital de veteranos retirados no puede resolver los problemas de salud del abuelo, los Simpsons deciden hacer un viaje familiar a Cuba para conseguirle atención médica barata.

## Producción
El gag de la pizarra en este episodio es una respuesta a la inesperada victoria de Donald Trump en las elecciones presidenciales de Estados Unidos de 2016. El episodio de la undécima temporada "Bart to the Future", un episodio que toma lugar en el futuro, a modo de broma menciona a Trump siendo presidente.